# Diecezja suburbikarna
Diecezja suburbikarna (łac. ecclesia suburbicaria) – szczególny rodzaj diecezji Kościoła rzymskokatolickiego, występujący wyłącznie na terenie Włoch, w okolicach Rzymu. Formalnie istnieje siedem takich diecezji, w praktyce jest ich sześć, ponieważ diecezja Ostii ma obecnie nieco odmienny status od pozostałych sześciu i jest de facto tylko tytularną stolicą biskupią.

## Geneza i charakterystyka
Członowie Kolegium Kardynalskiego podzieleni są na trzy stopnie, odpowiadające trzem stopniom święceń. Najniższy stanowią kardynałowie diakoni, wyżej sytuują się kardynałowie prezbiterzy, a najwyższą grupę stanowią kardynałowie biskupi, których w jednym czasie jest maksymalnie sześciu. Zwykle są nimi dostojnicy sprawujący najwyższe urzędy w Kurii Rzymskiej, w tym dziekan Kolegium Kardynalskiego. Przez wiele wieków każdy z kardynałów biskupów był jednocześnie ordynariuszem jednej z diecezji położonych w pobliżu Rzymu. Diecezje te zwane są diecezjami suburbikarnymi. Ich szczególny status jest poświadczony już w pierwszej połowie VIII wieku, a w 1059 otrzymali oni prawo wyboru papieża (początkowo wyłączne, z czasem dzielono z kardynałami niższych stopni). Początkowo kardynałów biskupów było siedmiu, a w XII wieku ich liczba została zredukowana do sześciu. W roku 2018 papież Franciszek poszerzył grono kardynałów biskupów o czterech hierarchów, jednak żadnemu z nowo mianowanych nie przydzielono diecezji suburbikalnej.
Kardynałowie biskupi często nie byli w stanie poświęcać wystarczająco dużo czasu swoim diecezjom, bowiem pochłaniała ich praca w Watykanie. Dlatego ustanawiano dla nich biskupów pomocniczych, którzy de facto sprawowali w diecezjach samodzielne rządy. W 1910 papież Pius X w konstytucji apostolskiej Apostolicae Romanorum wprowadził obowiązek powoływania takiego biskupa pomocniczego dla każdej z diecezji suburbikarnych. W 1962 papież Jan XXIII przeprowadził kolejny etap reformy diecezji suburbikarnych, wydając w tej sprawie motu proprio Suburbicariis sedibus. W dokumencie tym zarządził, aby diecezje te miały biskupów diecezjalnych powoływanych na normalnych zasadach. Równocześnie utrzymał prawo kardynałów-biskupów do tytułowania się biskupami tych diecezji.
Tym samym diecezje suburbikarne są dziś jedynymi w Kościele katolickim, które równocześnie są zwykłymi diecezjami terytorialnymi i zarazem stolicami tytularnymi, przy czym biskupem diecezjalnym i biskupem tytularnym są zawsze dwie różne osoby. Nie dotyczy to diecezji Ostii, która w 1966 przeszła pod jurysdykcją wikariatu diecezji rzymskiej (administratorem apostolskim jest wikariusz rzymski). Od tego czasu, choć formalnie nadal jest wymieniana jako jedna z diecezji suburbikarnych, faktycznie stanowi tylko stolicę tytularną, zajmowaną przez dziekana Kolegium Kardynałów obok jego pierwotnie nadanej diecezji suburbikarnej.

## Lista diecezji
Krąg diecezji suburbikarnych był zmienny na przestrzeni wieków. Obecnie zaliczają się do nich:
- Diecezja Albano
- Diecezja Frascati
- Diecezja Palestrina
- Diecezja Porto-Santa Rufina
- Diecezja Sabina-Poggio Mirteto
- Diecezja Velletri-Segni
- Diecezja Ostii.